# Polia scawerdae
Polia scawerdae är en fjärilsart som beskrevs av Leo Andrejewitsch Sheljuzhko 1933. Polia scawerdae ingår i släktet Polia och familjen nattflyn. Inga underarter finns listade i Catalogue of Life.